# Samicum flórajárás
Az Észak-alföldi flórajárás (Samicum) Eupannonicum flóravidék részeként a Bodrogközt és a Bereg–Szatmári-síkot öleli fel Magyarország, Szlovákia és Ukrajna határmenti területein – egészen az Északkeleti-Kárpátok lábáig. A Nyírséghez hasonlóan a zárt tölgyes öv része, sőt, éghajlatában némi kárpáti hatás is érvényesül.

## Jellemző növénytársulások és növényeik
- A folyók mentén tölgy-szil-kőris ligeterdők (Fraxino pannonicae-Ulmetum) nőnek kockás liliommal. Ritkaságaik:
  - bánsági borgyökér (Oenanthe banatica) – szubendemikus,
  - erdélyi csillagvirág (Scilla kladnii) – endemikus faj.

- A síkvidéki gyertyános-tölgyesekben (Querco robori-Carpinetum) megjelennek a közeli Keleti-Kárpátok hegyi elemei:
  - kárpáti sáfrány (Crocus heuffelianus),
  - erdélyi csillagvirág (Scilla kladnii).
  - bükk (Fagus sylvatica),
  - tavaszi tőzike (Leucojum vernum),
  - árnyékvirág (Majanthemum bifolium),
  - kapotnyak (Asarum europaeum),
  - sárga árvacsalán (Galeobdolon luteum),
  - pillás perjeszittyó (Luzula pilosa).

- A Csaroda környékén fennmaradt tőzegmohalápokban (Eriophoro vaginati-Sphagnetum) ugyancsak több, jégkorszaki reliktum faj talált menedéket. Több faj is ehhez legközelebb a Kárpátokban nő:
  - tőzegáfonya (Vaccinium oxycoccos),
  - kerek levelű harmatfű (Drosera rotundifolia),
  - tőzegorchidea (Hammarbya paludosa) – ennek ez az egyetlen hazai élőhelye,
  - tőzegeper (Comarum palustre).